# Pięciaki
Pięciaki – część wsi Żerniki w Polsce, położona w województwie świętokrzyskim, w powiecie opatowskim, w  gminie Baćkowice.
W latach 1975–1998 Pięciaki administracyjnie należały do województwa tarnobrzeskiego.